# Mimi Morales

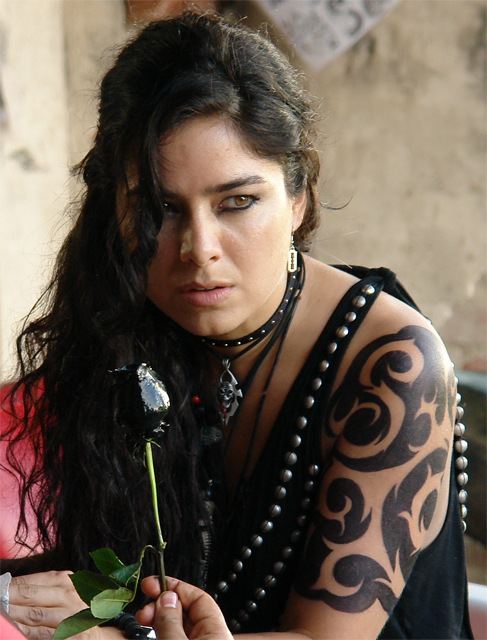
Mimi Morales, 2011

Mimi Morales (* 11. April 1976 in Cartagena) ist eine kolumbianische Schauspielerin.

## Leben
Sie studierte Sozialkommunikation an der Politécnico Gran Colombiano in Bogotá.

## Filmografie
- 2011: Lecciones para un Beso
- 2011: Poquita ropa

### Fernsehen
- 2005: Mujeres Asesinas
- 2007–2008: La Marca del Deseo
- 2008–2009: Doña Bárbara
- 2009–2010: Bella Calamidades
- 2010–2011: Triunfo del amor